# Куперлинский карстовый мост
Куперлинский карстовый мост (баш. Күперле карст күпере) — редкая форма рельефа в виде природного каменного моста, расположенная в Уральских горах на территории национального парка «Башкирия» (Башкортостан, Россия). В период с 17 августа 1965 года по 19 марта 2014 года Куперлинский карстовый мост имел статус геологического (геоморфологического) памятника природы регионального значения. Входит в состав Национального парка Башкирия.
Получил своё официальное название от ручья Куперля (правый приток реки Нугуш), на котором он образовался. Кроме научной, каких-то специфических народных названий эта арка не имеет. В свою очередь, оригинальное башкирское название водотока в переводе означает «мост» или «с мостом». Это означает, что местное население определяло ручей именно по месту нахождения этого необычного геологического объекта.

## Описание
Куперлинский карстовый мост находится на Южном Урале в Мелеузовском районе Республики Башкортостан в 13 км северо-восточнее деревни Сергеевка. Землепользователем района его локализации в девятнадцатом выделе первого квартала Бельского участкового лесничества признан национальный парк «Башкирия», на администрацию которого возложен надзор за природной достопримечательностью. Природная арка пересекает узкую каньоноподобную долину ручья Куперли, впадающего справа в Нугуш, который, в свою очередь, является правым притоком реки Белой.
Под названием «Куперлинский карстовый мост» обычно понимают целый природный комплекс, включающий собственно арку и расположенную вблизи систему из трёх водопадов (каскадный водопад Куперля). Каменную арку рассматривают как продукт интенсивного развития карста в этом регионе. Она образовалась в известняковых горных породах каменноугольного периода. В прошлом на месте моста существовала большая карстовая пещера, полость которой постоянно размывалась подземными водами. В конце концов этот процесс привёл к обвалу пещерного свода, остатки которого теперь возвышаются среди речного каньона. По расчётам первоначальные размеры пещеры составляли 35 м в длину, 4 м в ширину и 20 м в высоту. Современный Куперлинский мост состоит из двух пролётов, разделённых посередине колонной, его длина достигает 35 м, ширина соответствует ширине древней пещеры, то есть составляет 4 м, а высота не превышает 16 м. Длина наибольшего пролёта достигает 10 м.
Древний подземный поток после разрушения пещеры превратился в современную реку Куперля, которая продолжает течь тем же путём, как и миллионы лет назад. Непосредственно под Куперлинским карстовым мостом водоток падает с уступа высотой 3 м. В 50 м ниже по течению находится ещё один каскадный водопад, состоящий из двух уступов: первый высотой 8 м, а второй — 12 м. Все три уступа обобщённо называют водопад Куперля.
Дно куперлинского каньона покрывает широколиственный лес, благодаря которому здесь всегда имеется прохладная тень. Выше по склонам растёт сосновый лес. Под этими древостоями сформировались серые лесные почвы. Вокруг Куперлинского карстового моста найдена популяция редких растений, включая занесённые в Красную книгу Республики Башкортостан. Так, в этих местах встречаются Astragalus clerceanus, Zigadenus sibiricus, шиверекия северная, шлемник высокий.
Куперлинский карстовый мост привлекает многочисленных туристов не только благодаря живописным окрестностям, но и благодаря необычному виду, так как он очень напоминает зрелищные развалины искусственного сооружения. Поскольку карстовый мост расположен в труднодоступной местности, как правило, его посещают в составе водно-пеших экскурсий, организуемых в летний период работниками национального парка «Башкирия». 19 марта 2014 года был исключён из числа памятников природы. 